# Lưu Tử Phụ
Lưu Tử Phụ (chữ Hán: 刘子辅, ? – 1427), người huyện Lư Lăng , quan viên nhà Minh, tử tiết khi thất thủ thành Xương Giang  tại Việt Nam.

## Cuộc đời và sự nghiệp
Tử Phụ xuất thân là học sanh Quốc Tử giám, được thăng đến Giám sát ngự sử, Tuần án Chiết Giang. Tử Phụ tính thanh liêm, công bình, được người Chiết Giang ca ngợi. Án sát sứ Chu Tân không tùy tiện đánh giá, nhưng lại khen Tử Phụ là người hiền. Được thăng làm Quảng Đông án sát sứ, bị tội liên đới, giáng làm Lạng Giang tri phủ tại Việt Nam. Tại đây, Tử Phủ tỏ ra là nhà cai trị giỏi vỗ về, răn dạy dân chúng.
Tử Phụ cùng tướng giữ thành Xương Giang là bọn Lý Nhiệm tập hợp quân dân tử thủ chống lại nghĩa quân Lam Sơn hơn 9 tháng. Thành vỡ, Tử Phụ nói: "Ta không nên chịu nhơ bẩn vì binh khí của giặc." Rồi tự thắt cổ; 1 người thiếp và một con trai của ông cũng mất cùng với thành.
Tử Phụ được tặng chức Bố chánh tư tham chánh, ban cáo để làm lễ tứ tế.